# Giorgia Priarone
Giorgia Priarone, née le  28 avril 1992 à Gênes est une triathlète et duathlète italienne, double championne d'Europe de duathlon courte distance en 2016 et 2022. Elle remporte en 2023 l'Ironman 70.3 Maine aux Etats-Unis.

## Palmarès
Le tableau présente les résultats les plus significatifs (podium en élite) obtenus sur le circuit international de duathlon  et de triathlon depuis 2014,.
| Année | Compétition                                         | Pays       | Position           | Temps           |
| ----- | --------------------------------------------------- | ---------- | ------------------ | --------------- |
| 2025  | Championnats du monde de duathlon                   | Italie     | Médaille d'or      | 1 h 24 min 40 s |
| 2024  | Championnat d'Italie de duathlon                    | Italie     | Médaille d'or      | 1 h 54 min 48 s |
| 2023  | Championnats du monde de duathlon - relais mixte    | Espagne    | Médaille d'argent  | 1 h 10 min 19 s |
| 2023  | Ironman 70.3 Maine                                  | États-Unis | Médaille d'or      | 4 h 11 min 23 s |
| 2023  | Challenge Cagnes-Sur-Mer                            | France     | Médaille d'argent  | 5 h 1 min 39 s  |
| 2022  | Championnat d'Italie de duathlon sprint             | Italie     | Médaille d'argent  | 59 min 22 s     |
| 2022  | Championnats du monde de duathlon - relais mixte    | Roumanie   | Médaille d'argent  | 1 h 12 min 26 s |
| 2022  | Championnats d'Europe de duathlon                   | Portugal   | Médaille d'or      | 54 min 2 s      |
| 2022  | Ironman 70.3 Zell am See                            | Autriche   | Médaille de bronze | 4 h 25 min 0 s  |
| 2022  | Ironman 70.3 Jesolo                                 | Italie     | Médaille de bronze | 4 h 14 min 23 s |
| 2022  | Ironman 70.3 Andore                                 | Andorre    | Médaille de bronze | 5 h 16 min 7 s  |
| 2022  | No Limits Triathlon                                 | Monténégro | Médaille d'argent  | 4 h 12 min 6 s  |
| 2021  | Championnat d'Italie de duathlon                    | Italie     | Médaille d'argent  | 2 h 7 min 54 s  |
| 2021  | Challenge Davos                                     | Suisse     | Médaille de bronze | 4 h 15 min 19 s |
| 2019  | Challenge Davos                                     | Suisse     | Médaille de bronze | 4 h 14 min 46 s |
| 2017  | Coupe d'Afrique sprint - l'étape de Sharm El Sheikh | Égypte     | Médaille d'or      | 1 h 8 min 36 s  |
| 2016  | Championnat d'Italie de duathlon sprint             | Italie     | Médaille d'or      | 59 min 39 s     |
| 2016  | Championnats d'Europe de duathlon                   | Allemagne  | Médaille d'or      | 1 h 58 min 59 s |
| 2016  | Coupe d'Europe sprint - l'étape de Holten           | Pays-Bas   | Médaille d'argent  | 1 h 1 min 49 s  |
| 2016  | Championnat d'Italie                                | Italie     | Médaille d'or      | 2 h 6 min 35 s  |
| 2016  | Championnat d'Europe des clubs champions            | Espagne    | Médaille d'or      | 1 h 24 min 57 s |
| 2015  | Championnats d'Europe de duathlon sprint            | Pays-Bas   | Médaille d'argent  | 59 min 12 s     |
| 2015  | Coupe d'Europe sprint - l'étape de Tartu            | Estonie    | Médaille d'argent  | 1 h 5 min 36 s  |
| 2014  | Championnats d'Europe de duathlon sprint            | Pays-Bas   | Médaille d'argent  | 1 h 0 min 2 s   |